# جیدن اسمیت

## زندگی و حرفه

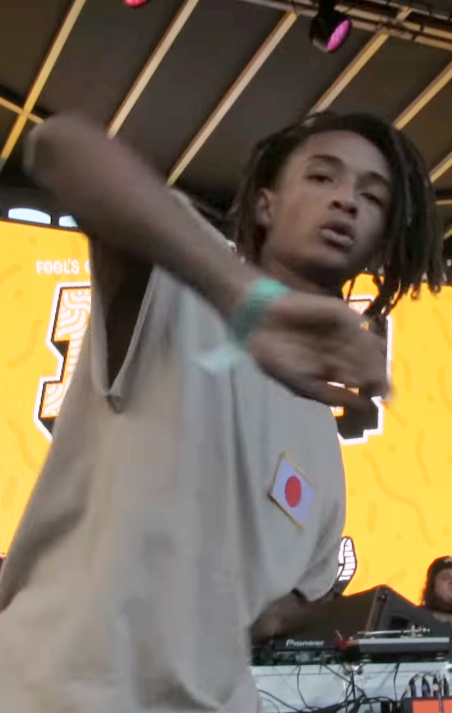
جیدن اسمیت در آگوست 2015

اسمیت در ملیبو در نزدیکی لس‌آنجلس، کالیفرنیا زاده شد. او برادرخوانده تری اسمیت است. او همراه با خواهر کوچکش ویلو اسمیت به تحصیل در خانه مشغول است. جیدن یک سیاه‌پوست آمریکایی است که تباری کارائیبی و یهودی پرتغالی نیز دارد.
اسمیت برای نخستین بار در سال ۲۰۰۶ در کنار پدرش ویل اسمیت در درام خانوادگی پرفروش در جستجوی خوشبختی بازی کرد. آنها در این فیلم در نقش یک پدر و فرزند تهیدست ظاهر شدند. جیدن در سال ۲۰۰۸ در فیلم علمی - تخیلی روزی که زمین ایستاد (نسخه دوباره‌سازی شده یک فیلم کلاسیک به همین نام) در نقش مقابل کیانو ریوز به بازی پرداخت. او در سال ۲۰۱۰ با بازی در فیلم رزمی بچه کاراته‌کار، نقش‌آفرینی در کنار جکی چان را تجربه کرد. این تجربه موفق به اضافه همخوانی او با جاستین بیبر خواننده مشهور کانادایی در آهنگ هرگز نگو هرگز که در سال ۲۰۱۰ منتشر شد، شهرت جیدن را دوچندان کرد.
دوستی صمیمی جیدن و جاستین که درسال ۲۰۱۰ آغاز شد هنوز هم به قوت خود باقیست به طوریکه جیدن در سال ۲۰۱۹ همواره با لباس‌هایی از برند drew که نام خط تولید پوشاک جاستین بیبر است ظاهر می‌شود.

## فیلم‌شناسی

### سینما
- مردان سیاه‌پوش ۲ (۲۰۰۲)
- در جستجوی خوشبختی (۲۰۰۶)
- روزی که زمین ایستاد (۲۰۰۸)
- بچه کاراته‌کار (۲۰۱۰)
- جاستین بیبر: هرگز نگو هرگز (۲۰۱۱)
- پس از زمین (۲۰۱۳)
- زندگی در یک سال (۲۰۲۰)

### تلویزیون
- همه ما - ۶ اپیزود (۲۰۰۳–۲۰۰۴)
- زندگی سوئیت زک و کودی - ۱ اپیزود (۲۰۰۸)
- نشویل - (۲۰۱۷)

### نماهنگ
- اَبَرزَن - همراه با آلیشا کیز (۲۰۰۸)
- شلاق زدن مویم - همراه با ویلو اسمیت (۲۰۱۰)

### موسیقی
- او در بیست و ششم آبان هزار و سیصدو نود شش آلبوم Syre را روانه بازار کرد که با استقبال بسیار خوبی رو به رو شد.[۲]
- و همچنین او در سال ۲۰۱۰ با خواننده مشهور جاستین بیبر در آهنگ (هرگز نگو هرگز) همخوانی داشت که این آهنگ در یوتیوب به بیش از ۸۰۰ میلیون بازدید کننده رسید.

## جایزه‌ها
- جایزه شووست - برای بازیگر مرد پدیده سال (۲۰۱۰)
- جایزه ساترن - برای بهترین نقش‌آفرینی توسط بازیگر نوجوان (۲۰۰۹، روزی که زمین ایستاد)
- جوایز فیلم ام‌تی‌وی - برای بهترین نقش‌آفرینی پدیده (۲۰۰۷)
- جوایز نوجوان برگزیده - دو جایزه در بخش فیلم (۲۰۰۷)
- جوایز انجمن منتقدان فیلم فینیکس - برای بهترین نقش‌آفرینی توسط بازیگر پسر در نقش اصلی یا مکمل (۲۰۰۶)